# جزيرة كاغيت
جزيرة كاغيت وهي جزيرة من جزر إندونيسيا، وتتبع في إقليم كليمنتان الجنوبية في إندونيسيا.